# 제청
제청(본명: 류제청, 1984년 6월 17일 ~ )은 대한민국의 가수이다.

## 학력
- 서서울생활과학고등학교 실용음악과
- 백제예술대학교 실용음악과

## 음반
- 2008년 알고 있는지
- 2009년 그만하자
- 2012년 내 스타일이야, 살다보니, 나 안죽었다
- 2014년 똑같은말
- 2015년 아뿔사
- 2015년 너도 그렇게 걸어줘
- 2016년 일원의빛

## 수상
- 2006년 TBS 경찰의 날 특집 라디오가요제 대상 수상